# DJ Cargo
DJ Cargo, tên khai sinh là Kazimierz Krzysiek (sinh ngày 1 tháng 2 năm 1976 tại Andrychów) là DJ, nhà sản xuất âm nhạc người Ba Lan.

## Sơ yếu lý lịch
DJ Cargo sống tại thị trấn Stanisław Górny, gần Wadowice.
Cargo nổi tiếng với ca khúc "Jump To The Bass". Ca khúc này đứng đầu nhiều bảng xếp hạng trên sóng phát thanh và truyền hình một thời gian dài.
DJ Cargo hợp tác với JPlanet Entertainment và Magic Records.

## Các tác phẩm

### Đĩa đơn phát hành chính thức
- Check It Out (JPlanet Entertainment, My Music) (2007)
- No More Tears (JPlanet Entertainment, My Music) (2007)
- Jump To The Bass (JPlanet Entertainment, My Music) (2007)
- Jump To The Future (JPlanet Entertainment, My Music) (2008)
- Once Again (JPlanet Entertainment, My Music) (2008)
- Crazy Bells (JPlanet Entertainment, My Music) (2008)
- Love Today (JPlanet Entertainment, My Music) (2008)
- Don’t Stop (JPlanet Entertainment, My Music) (2008)
- Never Alone (JPlanet Entertainment, My Music) ((2008)
- Summer Night (JPlanet Entertainment, My Music) ((2008)
- Kissing My (JPlanet Entertainment, My Music) (2009)
- Party Weekend (JPlanet Entertainment, My Music) (2009)
- Let The Music Play (My Dance) (2009)
- In My House (My Dance) (2009)
- If You Ready (My Dance) (2010)
- Reach Up (JPlanet Entertainment) (2010)
- Fly (JPlanet Entertainment, Magic Records) (2010)
- Right Back (JPlanet Entertainment, Magic Records) (2011)
- In Your Eyes (JPlanet Entertainment, Magic Records) (2011)
- Dreams (JPlanet Entertainment, Magic Records) (2012)
- Check It Out 2012 (JPlanet Entertainment, Magic Records) (2012)
- Jump To The Bass 2012 (JPlanet Entertainment, Magic Records) (2012)
- I Need U feat. MBrother (JPlanet Entertainment, Magic Records) (2012)
- Fly Away ((JPlanet Entertainment) (2013)
- Move Your Body Feat. Robson & Pati (Blue Danceroom Records) (2013)
- It's On You Feat. Robson & Pati (Blue Danceroom Records) (2013)
- Fly 2014 (JPlanet Entertainment) (2014)
- Keep On Dancing / feat. Robson & Pati (Blue Danceroom Records)
- Louder / feat. O!ZOmatic (JPlanet Entertainment) (2014)
- Promises feat. MBrother (JPlanet Entertainment) (2014)
- Sexy Jump (JPlanet Entertainment) (2014)
- Let's Go (JPlanet Entertainment) (2014)
- Sexy Jump (Rework 2015) (JPlanet Entertainment) (2015)
- Feeling Away / feat. Wave Rocket (JPlanet Entertainment) (2015)
- Follow The Flow (JPlanet Entertainment) (2016)
- Fat Beat (JPlanet Entertainment) (2016)
- Dance To The Stars (JPlanet Entertainment) (2016)
- Let's Run (JPlanet Entertainment) (2017)
- Everybody (JPlanet Entertainment) (2017)[3]
- Sexy Jump Rework 2017 (C-Go Records) (2017)
- I Got You (C-Go Records) (2017)
- Alive feat. Jared Bear (2018)[4]

### Bản phối lại (remix) chính thức
- Masters Of South feat. Cliff Randall – It_s Gone (DJ Cargo Remix) (JPlanet Entertainment)
- Gabriel Delgado – Color History (DJ Cargo Remix) MMC Records
- Za-No-Za – How Do You Do (DJ Cargo Club Remix)12 Cali Records
- Jacob ft.Tyra C – Leavin' (Dj Cargo Club Remix) JPlanet Entertainment
- Moreno feat. Alan Basski – Celebration (DJ Cargo Remix) JPlanet Entertainment
- EasyTech – I’m The Sexy Girl (DJ Cargo Remix) 001 Records
- Masters Of South feat. Cliff Randall – Change It All (DJ Cargo Extended Remix) My Music/Balloon Records
- Dj Cargo – Check It Out 2.10 (Kei Morton & EasyTech Remix) JPlanet Entertainment
- MBrother – Trebles 2k9 (DJ Cargo Remix) JPlanet Entertainment, My Music
- Gabriel Delgado vs DJ Thomas – So Like Wind (DJ Cargo Remix) Dee Jay Mix Club Rec.
- Dan Van Beat feat. Lukasz Mojecki – Pain (DJ Cargo And D Verse Remix) Camey Records
- C-Bool feat. Rommie S- One More Chance (DJ Cargo And D Verse Remix) Camey Records
- Supersonik – Crazy Bells (DJ Cargo And D Verse Remix) JPlanet Entertainment, My Music
- MBrother – Say It (DJ Cargo And D Verse Remix) JPlanet Entertainment, My Music
- Dj Jozin B – Jozin Z Bazin (DJ Cargo And D Verse Remix) My Music
- Alchemist Project – Viva Carnival (DJ Cargo Remix) Camey Records
- Beattraax- Don’t lave Me Alone (DJ Cargo Remix) Camey Records
- Mallancia – Feel (DJ Cargo Remix) Camey Records
- Alchemist Project – Music Is My Extasy (DJ Cargo Remix) Camey Records
- Pudzian Band – Baila Me... Yeh Yeh (DJ Cargo Remix) Hit N Hot
- Hyperavers – La Danse Des Canaeds 2006 (DJ Cargo Remix) Dee Jay Mix Club Rec.
- Hyperavers – Forsaken Sound (DJ Cargo Remix) Dee Jay Mix Club Rec.
- DJ Bobo – Somebody Dance With Me 2.10 (DJ Cargo vs Kei Morton Club Remix)
- Lykke Li - I Follow Rivers (DJ Cargo Bootleg)

### Album
- Dj Cargo - Jump to The Bass, Jump to The Music (JPlanet Entertainment, My Music) (2008)
- Techno Horse của Dj Cargo (JPlanet Entertainment, My Music) (2008)
- Sigma Mix Vol. 1 Mixed của Dj Cargo (JPlanet Entertainment) (2009)
- Sigma Mix Vol. 2 được trộn bởi Dj Cargo (JPlanet Entertainment) (2010)
- Sigma Mix Vol.3 Mixed của Dj Cargo (JPlanet Entertainment) (2011)

### Video âm nhạc
- Jump To The Bass (JPlanet, My Music) (2008)
- Fly (JPlanet Entertainment, Magic Records) (2011)[5]
- Move Your Body Feat. Robson & Pati (Blue Danceroom Records) (2013) [6]